# Dassault Mirage 4000
El Dassault Mirage 4000 fue un prototipo de avión de combate de la familia Mirage, diseñado por la empresa francesa Dassault-Breguet, como una versión birreactor a partir del caza Mirage 2000. Los dos aviones compartían un cierto número de características comunes, como los motores, la cabina de mando, el tipo de ala en delta y los mandos de vuelo por cableado electrónico (fly-by-wire), para vuelo Digital controlado por computadoras. El desarrollo del prototipo fue financiado al completo por su constructor, pero no se ha fabricado ningún ejemplar de serie, por la aparición del nuevo caza Rafale.

## Historia

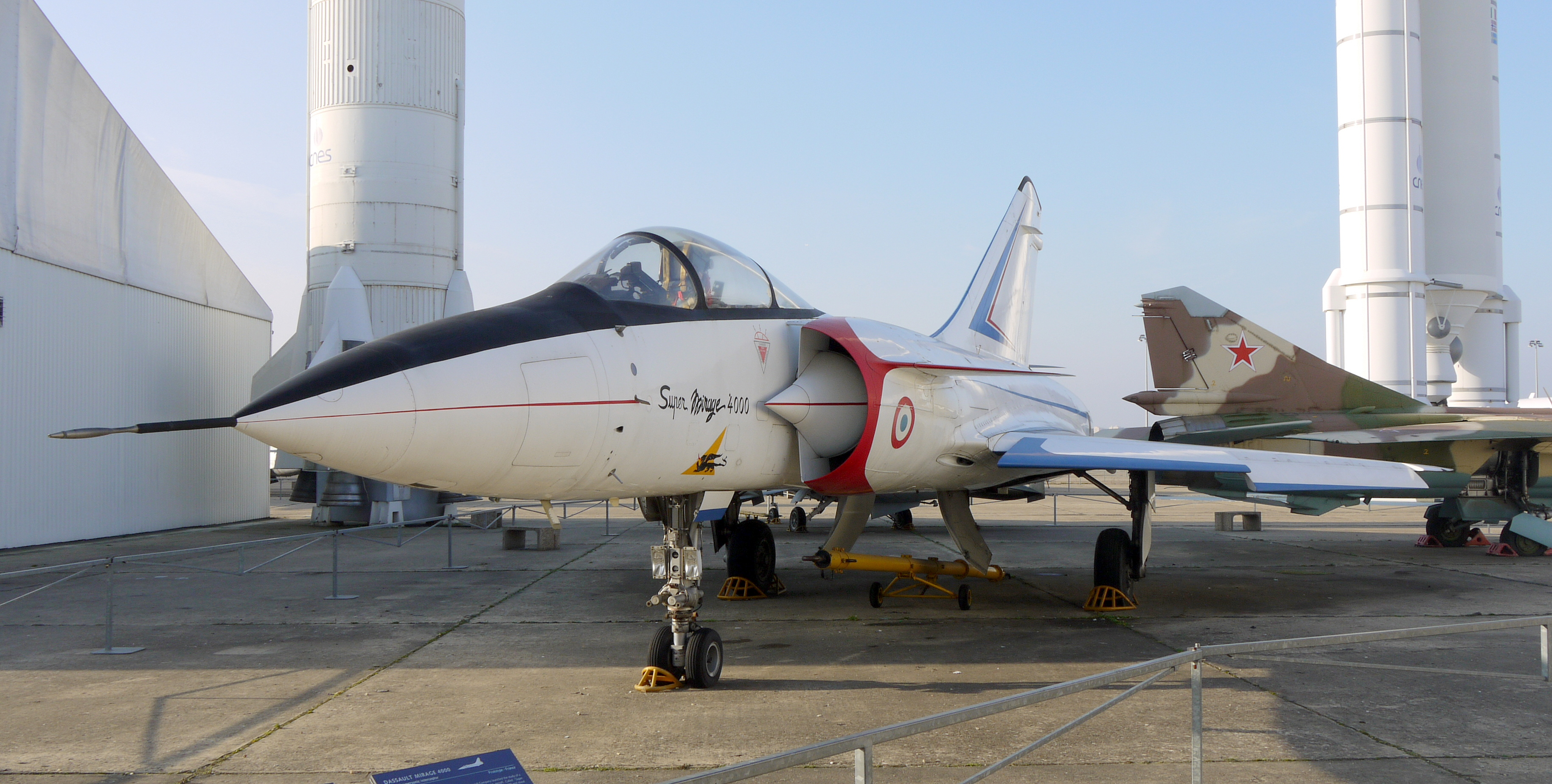
Ejemplar en el museo de Le Bourget

Los primeros estudios para la construcción del moderno caza pesado bimotor, de largo alcance Mirage 4000, se comenzaron en 1976, en forma paralela a los primeros estudios, para la construcción del nuevo caza monomotor Mirage 2000 más pequeño y económico, que finalmente fue elegido para equipar al Ejército del Aire Francés y se confirmó, su construcción en serie y exportación a otros países. 
Es un caza bimotor de gran tamaño, pesado y de largo alcance, comparable en tamaño al caza de superioridad aérea F-15 Eagle fabricado en Estados Unidos, y al cazabombardero europeo Panavia Tornado; este moderno avión de combate, está construido en su mayor parte por nuevos materiales compuestos, con el fin de reducir su peso al máximo, para tener mayor alcance y capacidad, de transportar más armas y combustible; tiene una nueva cabina levantada sobre el fuselaje del avión, para darle más visibilidad al piloto de combate y un parabrisas de tamaño completo, similar al caza ligero Dassault Mirage 2000. 
En junio de 1979 apareció para su exhibición en el Salón Aeronáutico de París Salón Internacional de la Aeronáutica y el Espacio de París-Le Bourget para ofrecerlo a la venta a otros países, como un caza pesado de largo alcance y "Alta maniobrabilidad". A finales de 1980, el avión había realizado alrededor de 100 horas de vuelos de pruebas, cumpliendo con las expectativas para la que fue diseñado y estaba casi listo para su producción en serie.

## Diseño y desarrollo

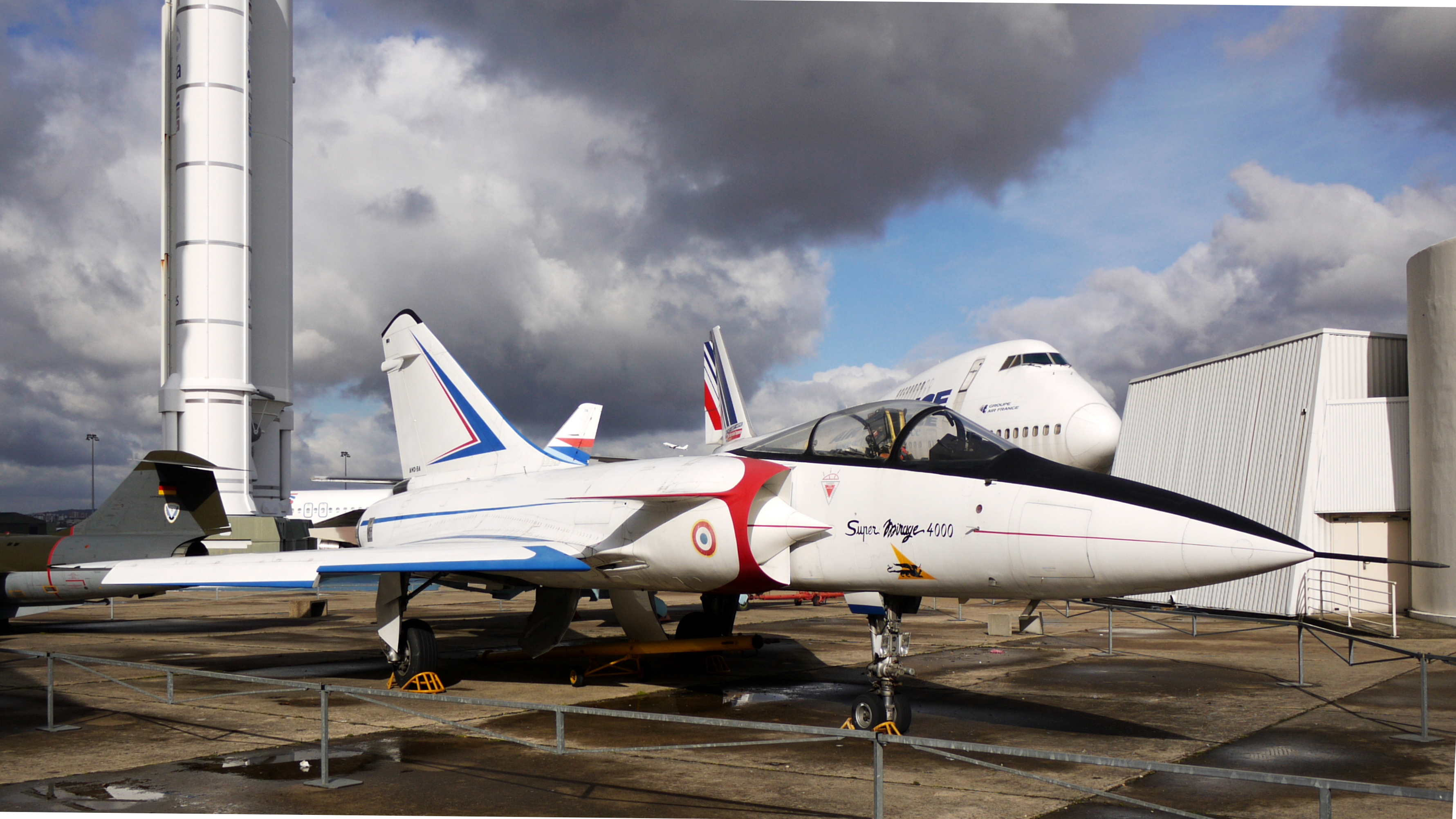
Ejemplar conservado en Le Bourget, ayudó a desarrollar el Rafale.

Avión de combate pesado tipo caza polivalente de largo alcance, bimotor y de cabina monoplaza, está equipado desde el inicio de su desarrollo, con dos pequeños alerones delanteros de tipo canard sobre las tomas de entrada de los motores gemelos, proyectados hacia atrás, en forma similar a otros diseños mejorados de aviones caza de combinación delta-canard, como el caza Kfir fabricado en Israel y el caza mejorado Atlas Cheetah derivado del diseño original del caza Dassault Mirage III de Sudáfrica.
Una de las particularidades de este moderno avión caza de gran tamaño, de cuarta generación, con nueva tecnología de vuelo digital, comparable al moderno caza occidental Lockheed Martin F-16 Fighting Falcon, consiste en la deriva (el estabilizador vertical equipado de timón de dirección), que es del tamaño de un ala principal del caza ligero Mirage F1). La deriva está instalada en entre los motores gemelos, grandes y potentes, y contiene un depósito interno de combustible adicional; este moderno avión de combate es un caza de gran tamaño y alcance, con una longitud de 18 m y un peso de 16.000 kg.
En total, el diseño original del caza pesado bimotor Mirage 4000 transporta tres veces más carburante Jet-fuel que el caza monomotor Mirage 2000, de diseño más económico y ligero. A pesar de estas pequeñas diferencias, las dos naves de combate son similares exteriormente, compartiendo una configuración de ala en delta y alerones delanteros de tipo canard, para misiones de combate de un caza polivalente, puede atacar y defender, en una combinación de diseño delta-canard.
El primer prototipo de pruebas de vuelo y tecnología de vuelo Digital por cables Fly-by-wire, hizo su primer vuelo el 9 de marzo de 1979, en el campo aéreo de Istres (justo un año después, que el primer vuelo del caza Mirage 2000), en este vuelo logró alcanzar con facilidad la velocidad de Mach 1.2, por sus potentes motores gemelos, siendo controlado por el piloto de pruebas Jean-Marie Saget.
Durante su segundo vuelo de pruebas, llegó a alcanzar velocidad de Mach 1.6. El 11 de abril de 1979, al hacer su sexto vuelo de ensayo, el avión llegó a Mach 2.04 y voló con ángulos de ataque de hasta 25º, giros cerrados y maniobras de combate a alta velocidad, comprobando su diseño de alta maniobrabilidad, gracias a los alerones delanteros de tipo canard, que generan una turbulencia de aire sobre las alas principales, provocando mayor inestabilidad de la nave, que se traduce en una mayor maniobrabilidad, necesaria para el combate contra otros aviones caza, controlado por computadores de vuelo y modernos programas (software), que ayudan al piloto para el control de la nave y evitar la pérdida de sustentación. 
En la exhibición en el Salón Aeronáutico Internacional de París fue ofrecido a otros países para ayudar a financiar su construcción. En dicha exhibición aérea, Arabia Saudita, Irak, Irán y otros países, se mostraron interesados en financiar el proyecto, para equipar sus respectivas fuerzas aéreas con un caza pesado bimotor y de largo alcance, pero las negociaciones no avanzaron para confirmar su compra adelantada y poder financiar su construcción en serie.
El gobierno de Francia y la empresa Dassault, enfrascados en la construcción en serie, del proyecto del caza monomotor, de menor tamaño y más económico Mirage 2000, las autoridades del gobierno de Francia y el Ministerio de Defensa, se negaron a financiar la construcción de los otros cinco aviones de preserie del nuevo Mirage 4000, solicitados por el fabricante, para completar las pruebas de vuelo y poder iniciar la construcción en serie. 
El programa fue finalmente abandonado a finales de la década de 1980, ya que el fabricante, Dassault, no encontró ningún comprador en el extranjero, que ayude a financiar el proyecto y la construcción, de los otros modelos de prueba de pre-serie, confirmando la compra anticipada de la nave, por ser un avión de combate pesado, bimotor y muy especializado para misiones de largo alcance, y el nuevo caza Mirage 2000, de diseño monomotor, más ligero, económico y funcional, con capacidad de reabastecimiento aéreo de combustible y transportar tanques externos de combustible, para aumentar su alcance en combate, estaba en plena construcción en serie, y varios países estaban interesados en su compra, resultando seleccionado para su construcción en serie, equipar a la Fuerza Aérea de Francia y su venta a otros países con éxito.

## Aviónica

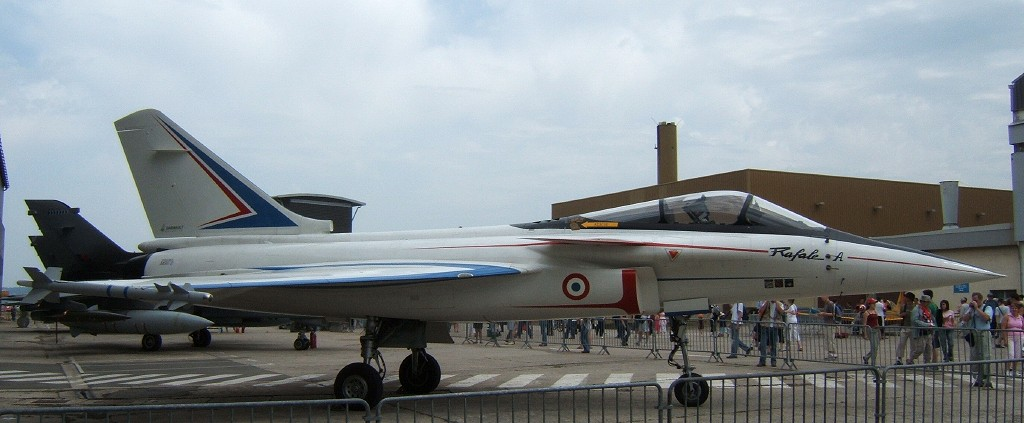
Prototipo del caza bimotor Rafale con alerones de tipo canard, con los motores probados primeramente en el Mirage 4000

En 1986, el único Mirage 4000 totalmente operativo, fue repotenciado nuevamente, con varias mejoras Up-grade y remotorizado, con dos nuevos motores gemelos turbofán Snecma M53-2P para pruebas de vuelo, fiabilidad y medición de potencia, de estos nuevos y potentes motores de turbina, como un banco de pruebas operativo para desarrollar y mejorar, estos modernos motores, que luego fueron instalados con éxito en el nuevo caza Dassault Rafale, en su variante mejorada más potente, el nuevo motor turbofán Snecma M88.
A partir de 1987, llevó a cabo nuevos ensayos de pruebas de vuelo y aplicación de tecnología, con varios vuelos de experimentación, en el marco del nuevo programa de pruebas, para la construcción del nuevo caza bimotor avanzado de peso medio Dassault Rafale, que posteriormente, si se fabricó en serie y es ofrecido con éxito a la venta a otros países. 
El primer prototipo del caza pesado bimotor Mirage 4000, es el primer avión de combate francés construido con materiales compuestos en forma experimental, el timón vertical de profundidad (deriva), instalado en el centro de los motores gemelos, en forma similar al caza del consorcio europeo Eurofighter Typhoon, estaba totalmente construido con materiales compuestos, algo único en su tipo y ahora, es considerado la norma para la construcción de nuevos aviones de combate de Quinta generación de cazas de reacción, que ayudó con sus primeras pruebas de vuelo durante varios años, a fabricar el moderno caza bimotor de peso medio, el sorprendente Rafale de diseño de ala en delta en combinación con alerones de tipo canard y construido también con materiales compuestos, considerado el surgimiento de este moderno avión bimotor caza polivalente, construido con materiales compuestos y vuelo Digital por cables Fly-by-wire, que estaba adelantado a su época.
El Mirage 4000, ha efectuado más de 290 vuelos de pruebas y aplicación de nueva tecnología, como el vuelo Digital con cables y el software necesario, para poder controlar la nave, el control de potencia de los motores FADEC, cámara de combustión limpia anulares y un nuevo sistema de refrigeración. El motor se regula automáticamente, a la plena autoridad redundante de control Digital del motor, con dos equipos de control separados, lo que permite operar sin restricciones de vuelo y un mantenimiento más sencillo, que migró con éxito a otros diseños de aviones de combate y programas de mejoras Up-grade en el caza Dassault Mirage 2000, y permitió el desarrollo del nuevo caza Dassault Rafale, como un demostrador de tecnología que ayudó a su construcción final con éxito, ahorrando tiempo y costos en su desarrollo, se encuentra en el Museo del Aire y del Espacio desde 1992.

## Especificaciones
Referencia datos: Dassault Aviation

### Características generales
- Tripulación: 1
- Longitud: 18,7 m (61,4 ft)
- Envergadura: 12 m (39,4 ft)
- Altura: 5,8 m (19 ft)
- Superficie alar: 73 m² (785,8 ft²)
- Peso vacío: 13 400 kg (29 533,6 lb)
- Peso cargado: 16 100 kg (35 484,4 lb)
- Peso máximo al despegue: 32 000 kg (70 528 lb)
- Planta motriz: 2× turborreactor SNECMA M53 P-2.
  - Empuje normal: 95 kN (9687 kgf; 21 357 lbf) de empuje cada uno.

### Rendimiento
- Velocidad máxima operativa (Vno): 2445 km/h (1519 MPH; 1320 kt) Mach 2,2 en vuelo de alta cota.
- Alcance: 2000 km (1080 nmi; 1243 mi)
- Techo de vuelo: 20 000 m (65 617 ft)
- Régimen de ascenso: 305 m/s (60 039 ft/min)
- Carga alar: 220 kg/m² (45,1 lb/ft²)

### Armamento
- Cañones: 2× Giat DEFA 554 de 30 mm.
- Puntos de anclaje: 11 con una capacidad de 8000 kg, para cargar una combinación de:

### Desarrollos relacionados
- Dassault Mirage 2000
- Dassault Mirage 2000N/2000D
- Dassault Rafale
- Atlas Cheetah

### Artículos similares
- McDonnell Douglas F-15 Eagle
- McDonnell Douglas F-15E Strike Eagle
- F/A-18 Hornet
- Grumman F-14 Tomcat
- Lockheed Martin F-16 Fighting Falcon
- Mikoyan MiG-29
- Sukhoi Su-27
- Sukhoi Su-30
- Saab 37 Viggen
- Saab 39 Gripen
- IAI Lavi
- IAI Kfir
- Atlas Cheetah
- Dassault Rafale
- JF-17 Thunder
- Shenyang J-11
- Xian JH-7
- Mitsubishi F-15J
- Avro Canada CF-105 Arrow